# 吴亚男 (皮划艇运动员)
吴亚男（1985年12月8日—），安徽滁州人，是一名中国皮划艇运动员。2012年伦敦奥运会上周玉/吴亚男组合进入了皮划艇女子双人皮艇500米的决赛，并获得第四名。